# Alhed Schou
Alhed Schou, född Smith den 7 juli 1849 i Molde, död 1920, var en norsk författare. 
Alhed Schou gifte sig 1867 med provinsialläkaren H.M.C. Schou, efter vilken hon 1890 blev änka. Hon författade natur- och folklivsskildringar i norska och engelska tidskrifter, en vägledande redogörelse för De Sandvigske samlinger (1905) samt en större kultur- och släkthistorisk monografi över Svanøen i Søndfjord (1912).